# Paradela (Trofa)
Paradela é uma localidade da antiga Freguesia de São Martinho de Bougado, no Município da Trofa, localizada na ala este da cidade. As principais actividades económicas de Paradela são a agricultura e alguma indústria de cariz essencialmente familiar. Nos últimos anos, tem-se assistido a uma urbanização forte, estando neste lugar implantada a nova estação ferroviária da Trofa, da linha do Minho, que em 2010 substituíu a antiga localizada em pleno centro urbano da Trofa.
Em Paradela, existe um estabelecimento de ensino do 1º ciclo, com 4 salas de aula e um recinto desportivo ao ar livre.
O principal grupo cultural do lugar é a Associação Recreativa de Paradela, que, ao longo dos últimos anos, tem desenvolvido actividades desportivas e festas tradicionais.

## Toponímia
Não existe consenso relativamente às raízes históricas do nome "Paradela", mas julga-se que advém de um diminutivo medieval que pode ter origem em "Parada" ou "Paredes".